# Chuck Bass
Charles Bartholomew Bass (19 de enero de 1991) es uno de los personajes de la serie de novelas escritas por Cecily von Ziegesar denominada Gossip Girl e interpretado por el actor británico Ed Westwick en la serie de televisión del mismo nombre. En la serie original de libros aparece como personaje secundario y antagonista, aunque en televisión es uno de los personajes principales destacado por su mente cínica y manipuladora, así como por su carácter juerguista y mujeriego.
Chuck fue incluido en la Lista Forbes de los Personajes Ficticios más Ricos del Mundo de 2011, donde ocupó la decimotercera posición, con una fortuna de mil cien millones de dólares, producto de la multimillonaria herencia recibida a causa de la muerte de su padre, en la que se incluye la participación mayoritaria sobre las acciones de Bass Industries. También se incluyen sus emprendimientos propios, tal como el Hotel Empire. Chuck Bass es uno de lo más importantes personajes de gossip girl por el drama que provoca con Blair. Chuck al principio de la serie era un mujeriego que tenía un burdel llamado Victrola, (comprado en el episodio "Victor, Victrola") al final de la serie el se vuelve una persona generosa, y responsable, que ama a Blair y a su pequeño hijo Henry Bass. Es muy conocido por ser el ser humano mas hot de todo Manhattan.

## Contexto en obra literaria
Chuck Bass creció en uno de los círculos sociales más elitistas de Manhattan. Sus padres son el empresario Bartholomew "Bart" Bass y su esposa Misty, además tiene un hermano, Donald. Vive con su familia en el Hotel Plaza, en el Upper East Side y estudia en la Riverside Preparatory School allí mismo, junto a Nate Archibald (otro de los personajes de las novelas). Chuck no tiene realmente amigos, aunque debido a que es miembro de una de las familias más poderosas de Manhattan es conocido y respetado por todos.
Es destacado por su extravagante sentido de la moda, por su pasión por las bufandas y por sus elaboradas venganzas. Vago y soberbio, los únicos intereses de Chuck son el sexo y el dinero, además es constantemente criticado por su padre por su falta de ambición y sus malos resultados en el colegio. Debido a esto último, Chuck es expulsado de todos los colegios en los que ha estado y finalmente es enviado por su padre a una academia militar. Sin embargo, en uno de los spin-off de los libros, The Carlyles, muestra como nunca llega a ir a dicha academia.
Al final de la serie de libros comienza una relación más seria al empezar a salir con Blair.

## Contexto en serie de TV
Chuck es hijo de Bart Bass, empresario exitoso que se ha hecho a sí mismo por su trabajo multimillonario y es propietario del New York Palace Hotel, donde reside Chuck en la suite número 1812. Su madre falleció cuando era pequeño, aunque su padre se volvió a casar recientemente con Lily van der Woodsen con lo que supone ser el hermanastro de la conocidísima Serena van der Woodsen y su hermano Eric.
Estudia en el St. Jude’s School para chicos junto a su gran amigo desde la infancia, Nate Archibald. Presenta el rol de “chico malo” del Upper East Side y es la versión masculina de Blair Waldorf, con quien salió su amigo Nate desde la guardería y por la que desarrolla un gran afecto. Ambos no dudan en reunirse en cuanto una ocasión de venganza se les presenta ante ellos. Cuando el show avanza, Chuck desarrolla un lado más suave, específicamente a Lily, Eric y Serena, su madre adoptiva, hermano y hermana, Nate, su amigo de toda la vida, y Blair, su primer, único y verdadero amor

### Primera temporada
Chuck vive en el Upper East Side al igual que Nate Archibald y Serena van der Woodsen. Su padre es Bart Bass, un exitoso hombre de negocios que se hizo un hueco en esta sociedad tan elitista por sus propios medios a diferencia de los padres de los amigos de su hijo, que ya nacieron ricos.
Chuck es habitualmente presentado como el “chico malo” de la zona y aunque en muchas ocasiones es visible su mente cínica y manipuladora poco a poco podemos descubrir su lado más sensible y cariñoso, en especial con su mejor amigo Nate y la novia de este, Blair.
Su actitud de playboy es visible desde el principio cuando se acuesta con un gran número de mujeres, en especial con las del servicio del hotel en el que vive, así como al intentar besar a la fuerza a Serena o a Jenny Humphrey, hermana pequeña de Dan.
A pesar de ser el único que vio como Nate engañaba a su novia con Serena durante la fiesta de una boda, se mantiene fiel a su amigo sin contárselo a nadie. Esta lealtad se puede observar numerosas veces: cuando Nate pierde una gran cantidad de dinero en una encerrona en una partida de póker acude en su ayuda y paga su deuda, ayuda a su familia cuando su padre se ve involucrado en malversación de fondos, etc. De hecho, dice que las únicas cosas que realmente le importan son el dinero, los placeres que da el dinero y su amistad con Nate.
Sin embargo, en una ocasión, Blair acude al Cabaret de Chuck (Victrola) después de haber roto con Nate. Chuck la anima indirectamente a que suba al escenario a bailar y, sin dudarlo, lo hace. Después, se ofrece a llevarla a su casa en su limusina. Blair, probablemente por haber bebido de más y por sus ansias de venganza hacia Nate, besa a Chuck y decide entregarle su virginidad a él. A pesar de ello y en contra de lo que piensa Chuck, Blair le obliga a prometer que hiciera como si lo ocurrido nunca hubiera pasado. A partir de este momento, Chuck empieza a sentir algo por Blair, y es en la fiesta de cumpleaños de ella cuando reconoce que le gusta, aunque para él esto es realmente nuevo ya que nunca había sentido nada parecido por nadie. Al no aparecer Nate ni siquiera por su fiesta de cumpleaños, Blair se siente muy triste e incluso Chuck le dice que lo siente por ella. Cuando ella se encuentra en una habitación del lugar donde se hace la fiesta, Chuck decide entrar y darle su regalo, el collar de diamantes que Blair había encargado en Tyffany's (aunque ella pensaba que quien se lo regalaría sería Nate). Esto desata un momento de ternura entre ambos y comienzan a besarse, sin darse cuenta de que Serena los había descubierto.
En el episodio “Hi-Society” su relación "secreta" (ya que Chuck se niega a que Nate los descubra y termine su amistad) prosigue. Cuando están en casa de Blair juntos, se ven interrumpidos, aunque no descubiertos, por Nate. Este le pide a la chica que vaya con él al baile de debutantes como amigos ya que se siente profundamente dolido por la ruptura y está desesperado por volver con ella. Chuck escucha a escondidas la conversación entre los dos y son visibles los celos que desarrolla al descubrir que Blair irá con Nate al baile. Al intentar arruinar la entrevista que le estaban realizando acerca del baile, Blair le dice a Chuck que nunca llegaría a ser un "caballero" como Nate debido a su comportamiento. Para mantenerla alejada de su amigo idea un plan, provoca a Nate para que se pelée públicamente con quien le hizo aquella trampa en la partida de póker (ya que este acompañaría a Serena en el baile). Tras ello, Blair acude a Chuck y se da cuenta de su cara de gran satisfacción, al descubrir que todo lo sucedido era un plan suyo se marcha enojada de él y le dice que "lo que sea" que hubo entre ellos se había acabado en ese instante. Rápidamente Chuck la busca para aclarar las cosas pero, para su sorpresa, ve cómo Nate y Blair se están besando. Al darse cuenta de la presencia de su amigo, Nate le guiña el ojo mostrando su satisfacción al haber recuperado a Blair sin percibir, por su evidente desconocimiento, como a Chuck se le rompía el corazón con la escena. Por ello decide irse de Nueva York para evitar el dolor de verlos de nuevo juntos. NOVIA DE YAMILHE
A mediados de temporada, harto de ver a Nate con Blair y el pasotismo de ella hacia él, Chuck escribe un texto anónimo a Gossip Girl afirmando que Blair se había acostado con dos hombres en una misma semana. Esto provoca la ruina de la reputación de Blair. Nate se dirige a Jenny, con la que había entablado una gran amistad, para preguntarle sí sabía algo acerca de lo que decía Gossip Girl, a lo que ella contesta que se había enterado que Chuck se había acostado con su novia. Como resultado, Nate y Chuck protagonizan una violenta pelea en la calle y su amistad está claramente acabada. Al final del día, Blair, sin nadie a quien acudir se dirige al bar en el que se encontraba Chuck, pero él la rechaza cruelmente para mantenerse fiel (aunque un poco tarde) hacia Nate.
Mientras, su padre y la madre de Serena, Lily, se comprometen y se mudan juntos antes de la boda, lo que supone que se convierten en hermanastros para satisfacción de Chuck y pesadilla de Serena. Esta creyendo que le manda cartas anónimas con pornografía e incluso cocaína para molestarla provoca que lo echen de la casa en la que vivían y se vuelve a trasladar a la suite del Palace, sintiéndose totalmente desplazado por su familia. Posteriormente Serena descubre que no era él quien le enviaba estas cartas sino su antigua amiga Georgina Sparks, al descubrirlo acude a Chuck para que la ayude y le pide disculpas por el malentendido. Aunque su relación con Serena resulta un poco tirante, mantiene una gran amistad con su hermano pequeño Eric. Chuck se alía con Nate y Blair, a pesar de lo tenso de la situación entre los tres, para vengarse de Georgina (con la que descubrimos que perdió Chuck la virginidad) y finalmente hacer que sus padres la manden a un Centro de Rehabilitación lejos de Serena.
Durante la boda de Bart y Lily, Chuck alerta a Nate cuando ve al padre de este en lo que parece ser una compra de cocaína. Debido a esto, Nate le agradece su gesto y restablecen su amistad. Chuck le pide disculpas por lo ocurrido con Blair y confiesa que se había enamorado de ella, cosa que sorprende a Nate ya que jamás había dicho que se sentía así por nadie antes. En su discurso como padrino de la boda, habla acerca del verdadero amor y la perseverancia, aunque comienza leyendo sus notas continúa sin ellas fijando su vista en Blair como si fuera su inspiración. Chuck la invita a bailar y vuelven a estar juntos.
Al parecer siguen juntos semanas después de la boda, ya que el padre de Chuck se va a un viaje de negocios a Europa, la invita a irse con él a la Toscana para que ella más tarde pudiera irse a Francia con su padre. Bart, viendo el cambio que ha experimentado su hijo gracias a su relación con Blair le da una charla acerca de madurar y ser un mejor hombre, cosa que le asusta tremendamente ya que no va con su forma de vida de mujeriego. Tras ello decide mandarle un mensaje a Blair, que ya se encontraba en el aeropuerto, diciendo que no podría llegar a tiempo. Pensando que él tomaría un vuelo más tarde, parte hacia Italia sola.

### Segunda temporada
La segunda temporada de Gossip Girl inicia para Chuck como el reto de ganarse de nuevo a su “verdadero amor”, Blair. Tras abandonarla en el aeropuerto creyendo que hacía lo correcto para él, sabe perfectamente que fue un gran error. Es por ello que al saber que Blair volvía a Los Hamptons (lugar en el que los protagonistas pasan sus vacaciones de verano), decide ir a recibirla con flores incluidas. Para su sorpresa, descubre que Blair no ha pasado sola sus vacaciones en Europa, y es allí donde ha conocido a un Lord británico (aunque no sabía en un principio acerca de esto) llamado Marcus Beaton con el que quería poner celoso a Chuck. La joven consigue su objetivo y es en el primer capítulo de esta temporada, durante la “White Party” (la fiesta blanca), cuando Chuck acepta su error y que quiere que vuelva con él ya que lo que hizo fue para evitar que Blair se acercara a él y “lo viera”, es decir, llegase a conocer cómo es. En ese momento Blair le pregunta por qué debería abandonar a Marcus por él, a lo que Chuck contesta que ella realmente no le quiere. Blair no ve suficiente razón en ello y le pide que diga lo que siente por ella: ocho letras, tres sílabas “I love you” (claro está, en la versión original), es decir, que la ama. Chuck se ve incapaz de decirlo, por lo que Blair, con lágrimas en los ojos, se va con Marcus.
En el episodio 2, "Never Been Marcused", Chuck protagoniza una pequeña pelea con Marcus durante el almuerzo en presencia de Cece (la abuela de Serena y Eric), Eric y Blair, al verse derrotado cuando ve que Marcus lleva el pin en forma de corazón en su jersey símbolo del amor de Blair, abandona la comida, pero es inmediatamente seguido por la chica. Tras preguntarle acerca de si estaba enamorada del inglés y su respuesta afirmativa, Chuck simplemente se despide diciendo un “nos vemos en el colegio”. Triste por la reacción de Chuck, Blair corre hacia Marcus y le arranca el pin diciendo que se le había caído. A pesar de esta pequeña derrota, Chuck no duda en intentar sabotear la relación entre Blair y Marcus llevando a la madrastra de este, Catherine, a una de las fiestas de Blair tras el final de las vacaciones de verano ya que esta mujer era muy crítica acerca de las relaciones con mujeres de su hijastro. Su intento es fallido debido a que Blair descubre la relación secreta entre Catherine y Nate en la fiesta, por lo que la Duquesa, para evitar que todo el mundo sepa acerca de esto no pone ningún impedimento en la relación de los jóvenes.
Es en este mismo capítulo en el que Nate se da cuenta de que Chuck ha alquilado el Victrola, su local, para prestar dinero a su familia, que estaba pasando una dura crisis económica. Nate rechaza su ayuda en un principio pero, al encontrarse sin salida, la acepta.
En el episodio tercero, "The Dark Night", Chuck confiesa a Serena que aunque intenta distraerse con numerosas mujeres se ve incapacitado físicamente para acostarse con ellas y esta le dice por qué le sucede esto: no puede olvidar a Blair. En ese momento decide probar suerte por última vez seduciendo a Blair y con ello poder apaciguar sus necesidades sexuales. Durante el apagón que tiene lugar durante una de las fiestas en casa de Blair, ambos protagonizan un apasionado beso en la oscuridad pero al ser descubiertos por Marcus, Blair le dice que pensaba que era él y no Chuck, a pesar de sus explicaciones no le convence. Blair no duda en ir tras él y explicarle por qué lo hizo: su relación no era suficientemente apasionada para ella.
Sus intentos para que Blair regrese a él no desaparecen ni mucho menos, si no que van tomando un tono más maquiavélico. Más adelante se puede observar como en la incómoda ruptura entre Dan y Serena, Chuck tiene un papel muy importante. Hace que una chica llamada Amanda flirtee con Dan para poner cada vez más celosa a Serena y provocar su vuelta a las “malas maneras”. Su objetivo no es ni más ni menos que destronar a su querida Blair de su posición como Queen B (Reina B) mientras intenta superar su ruptura con Marcus, al cual había visto engañarla con su propia madrastra. Pero su plan no acababa ahí, sino que tras ser destronada, Blair acabaría acudiendo a Chuck y juntos le devolverían su pequeño título desbancando a Serena. Sin embargo, Blair lo ignora y al descubrir que todo había sido ideado por él le dice que jamás podría actuar “como un humano”.
Tras sus intentos fracasados, Chuck está de acuerdo en que Dan Humphrey salga con él para mostrarle cómo es la vida del gran Chuck Bass, sin darse cuenta de que la verdadera intención de Dan es escribir una historia sobre él. Dan presencia una conversación telefónica entre Chuck y su padre sin que se dé cuenta, comprobando el rechazo que siente el joven de su padre que ni siquiera es capaz de dejar un hueco en su ocupada agenda para su hijo. Después de esto, Chuck confunde con una prostituta a una mujer que se sentaba en la barra del bar en el que estaban, la pareja de ella se siente insultado y se produce una pequeña pelea en la que los puñetazos fueron los protagonistas. Después, tanto Dan como Chuck son encerrados en una de las celdas del calabozo de la policía. Es allí donde Chuck muestra de palabra por qué se siente odiado por su padre: él fue el culpable de la muerte de su “amada esposa” al nacer. Tras ser Chuck sacado del calabozo por el abogado de su padre, le promete a Dan que hará algo para que lo saquen a él también. Accidentalmente, el policía, entre sus pertenencias le da una libreta de Dan en la que escribió cosas acerca de Chuck y su padre. Enrabietado, se dirige a Dan diciendo que olvide que lo va a sacar y que todo lo que le contó sobre su madre era mentira, ella murió en un accidente aéreo cuando tenía seis años. Tras enterarse de las verdaderas intenciones de Dan, que se había acercado al padre de Chuck para escribir un artículo, Dan le manda a Bart la historia que había escrito de su hijo y al ver que Chuck se sentía odiado por ser el causante de la muerte de su madre, decide hablar con él. Bart le contó que no lo culpó jamás de la muerte de su madre, aunque le costaba acercarse a él ya que al verle veía a su madre.
Durante su visita a la Universidad de Yale, Chuck quiere unirse al grupo “Skull and Bones” que temporalmente lo secuestran. Para su unión debe entregarles a Nate, el cual es odiado por la mala fama de su padre. En vez de traicionar a su amigo, los dirige hacia Dan diciendo que él es Nate, como venganza de lo sucedido en la noche del calabozo. Dan es secuestrado, desnudado y atado a una de las estatuas del campus. Al darse cuenta de lo que ha provocado Chuck, Nate acaba su amistad dejándolo aún más solo de lo que ya estaba. A pesar de su mentira, Chuck triunfa frente a los “Skull and Bones” diciendo que él realmente no quería aliarse con ellos sino tener fotos incriminatorias de ellos. De hecho, Chuck dice que “posee” a los futuros líderes de América.
En el séptimo episodio la historia se centra una vez más en Chuck y Blair. Blair, le pide que "seduzca y destruya" a Vanessa Abrams, la mejor amiga de Dan que intentó chantajearla, a cambio de apostar una noche íntima entre los dos. Para ello, Chuck pretende comprar un local de Brooklyn que intentaban derribar en contra de la gente y más en concreto de Vanessa. Sin embargo, a pesar de su distinto objetivo, le agrada el lugar además de sentir por su dueño y por Vanessa cierta simpatía. Ella, además, se da cuenta de que hay más detrás de la máscara de playboy de Chuck, sobre todo después de presenciar cómo Chuck es regañado por su padre. Blair, celosa de ver la nueva relación amistosa entre Chuck y Vanessa, le cuenta a esta que su único objetivo era humillarla, por lo que Chuck gana su apuesta. Chuck vuelve al local para intentar hablar con Vanessa pero ella ha perdido toda confianza en él. Cuando comienza Chuck a saborear su premio, le pide a Blair que le diga esas “ocho letras, tres palabras” que ella quería que le dijese. Al negarse rotundamente, Chuck le dice que ya ha ido tras ella suficiente tiempo y que era ahora su turno. Con ello, se va de la habitación dejando a Blair muy confundida.
A partir de ese momento, Chuck comienza a insistir a Blair que diga esas “tres palabras”, aunque ella no lo pretende hacer ya que eso supondría que Chuck ganaría. Aunque su plan es ignorar a Chuck, Dan le propone que se haga la irresistible para acabar volviendo loco a Chuck. Este plan casi funciona, ya que cuando se encontraban solos en la habitación, suena el móvil de Blair, le dice que lo ignoré pero al sospechar de ella lo agarra y lee un mensaje de texto de Serena que la intención de Blair era solo jugar con él. Chuck se va de la habitación y es entonces cuando ella decide terminar con sus juegos y decirle que lo quiere. En el tejado de la galería de arte del padre de Dan es donde Blair se lo va a decir a Chuck animada por Serena y Dan, aunque este último tras enterarse de lo que querían hacer con Vanessa le dice en el último momento que no debería decírselo, ya que Chuck probablemente no cambie su actitud por ello.
Una vez que los dos están en la terraza, Blair comienza a llorar y contarle lo humillada que se sintió cuando no apareció por el aeropuerto y tuvo que irse sola a Europa. Blair no le dice que lo quiere y se va del lugar llorando. Al verla así, Dan se arrepiente de lo que le dijo a Blair y cuando se encuentra a Chuck le dice cuales eran las verdaderas intenciones de la chica esa noche. Más tarde, esa misma noche, Chuck se dirige a la casa de Blair y le dice que piensa acerca de por qué son incapaces de decirse que se quieren el uno al otro aunque fuera cierto: a ambos les encantaba “el juego” que había entre ellos y si no lo hubiera caerían en una relación de pareja muy tradicional, aunque algún día en el futuro serían capaces de decirlo. En episodios siguientes es visible la discreta relación que mantienen, aunque no son pareja el cariño que hay entre ambos se puede percibir.
En el capítulo número 12, es el Snowflake Ball (Baile del Copo de Nieve) y evidentemente no van a ir juntos. Por su parte, Chuck toma la iniciativa de buscarle la pareja perfecta a Blair y realizan una apuesta: si a Chuck le gusta la pareja que ella elige se queda con su limusina durante un mes, y si a Blair le gusta su pareja, él se quedará durante un mes con Dorota, la mucama de los Waldorf. Una vez en el baile, conocen a sus parejas que son unas claras copias de ellos mismos. En una discusión, Blair le pregunta a Chuck cómo le va a gustar su pareja si tiene los mismos defectos que el original. Mientras buscan a sus parejas, los descubren besándose, cosa que enoja a Blair, ya que todo el mundo puede funcionar juntos, incluso sus dobles, menos ellos dos. Chuck en ese momento le dice que jamás cambiaría lo que ellos tienen juntos por una relación corriente, después salen a bailar a la pista. Durante el baile, Chuck llama a su padre para que venga y hable con su mujer, Lily, ya que su relación estaba muy deteriorada. En el camino hacia el lugar, Bart tiene un accidente de tráfico y fallece.
En el capítulo 13, tiene lugar el entierro de Bart Bass. Chuck deprimido y posiblemente sintiéndose culpable por la muerte de su padre, se refugia en la bebida. Sus amigos, Nate y Blair, tienen incluso que sacarle del bar del hotel y llevarle casi arrastrándose a su funeral. En casa, culpa de su muerte a Lily ya que Bart había descubierto un secreto sobre ella, después se va solo en su limusina. Antes de marcharse, Blair le pide que cualquiera que sea el lugar a donde vaya que la deje ir con él, Chuck la desprecia y le pregunta la razón por la que ella haría eso, a lo que ella le contesta: "Because I love you"( "Porque Te Amo"). Con lágrimas en los ojos la vuelve a rechazar y se marcha.
Chuck paga al investigador privado de su padre para que le dé la información que había descubierto de Lily y, cuando la está leyendo en la casa, su madrastra le pide por favor que no cometa los mismos errores que su padre: alejarse de la gente que realmente lo quiere.
Durante la boda de la madre de Blair, Dorota le dice a la misma Blair que Chuck se encuentra en su habitación, cuando va hacia allí, todo lo que ve es a un Chuck destrozado y llorando sentado en su cama. Blair corre hacia él y le abraza para consolarlo. Los dos pasan la noche juntos al quedarse dormidos, pero al despertarse Blair en medio de la noche se da cuenta de que Chuck ya no está y le ha dejado una nota que dice: “Lo siento por todo. Te mereces algo mejor. No vengas a buscarme.” El episodio finaliza con el paradero desconocido de Chuck y Blair sentada en su cama llorando.
Durante el episodio "En el Reino de los Bass", Chuck regresa después de que su tío, Jack Bass, lo encuentra en Tailandia. Él rehúye cruelmente a una herida Blair, que aún está esperando por él para decirle que lo ama. Es encontrado fumando marihuana en el patio de la escuela, y es suspendido, a pesar de las súplicas de Blair en su nombre. Compra Victrola de nuevo, ahora que está a punto de heredar de su padre una gran fortuna y lanza de nuevo el lugar. Durante la fiesta de apertura se emborracha y va hasta el techo, al borde del suicidio. Blair lo sigue y encuentra gritándole a Jack: "Soy Chuck Bass! Nadie se preocupa por mí." Blair fervientemente declara: "yo sí!". Con lágrimas en los ojos, ella le recuerda que todo lo que se está haciendo a sí mismo le duele demasiado. Después de decirle a Chuck: "Voy a estar siempre aquí", se abrazan y Chuck se disculpa.
En la lectura del testamento de Bart Bass, Chuck y Jack se sorprenden al ver que Bart ha legado a Chuck la participación mayoritaria en Industrias Bass. Jack, que quiere para sí mismo las Industrias Bass, está furioso porque Bart eligió a su hijo adolescente irresponsable antes que a él.
Jack llega con un plan para llevarlo a Chuck hasta al fracaso. Cuando Chuck menciona que va a cenar con Blair, Jack le pregunta a Chuck: "sí es el tipo de hombre, ¿Qué pasa todo el día en la oficina para luego ir a casa con su mujer?" y también le informa que su padre era mejor que él y se volvió un empresario exitoso solo. Él convence a Chuck en plantar a Blair por una noche en la ciudad, con el alcohol, las drogas, y estríperes. Chuck no se puede resistir, y anula a Blair. Mientras tanto, Jack convence a Blair para lanzar un almuerzo de celebración para Chuck Bass por hacerse cargo de la empresa familiar. Cuando Blair y dos miembros de la junta directiva de las Industrias Bass buscan a Chuck en su nuevo despacho, como Jack ha planeado, se encuentran a Chuck evidentemente borracho, con dos prostitutas sin ropa, desvestido y un escritorio lleno de cocaína. Los miembros de la Junta expresan su disgusto, y un confuso Chuck descarga su ira en Blair, diciendo: "Yo no necesito tu ayuda. Deten tu juego de ser la esposa!".
Chuck se enfrenta a Jack más tarde sobre esto, claramente por el daño que su tío le provocó. Jack señala una laguna en la adquisición de la empresa, la cláusula de la moralidad, que dicta que los miembros del Consejo de administración pueden sustituir a Chuck con su tutor legal, Jack, si lo encuentran no apto para el trabajo. Jack comenta burlón que ha hablado con los miembros de la junta directiva, todos los cuales estuvieron más que felices de darle las riendas a Jack, y ahora tiene el control de la empresa.
Consciente de todo lo que le dijo a Blair, Chuck aporta un ramo de flores y se disculpa por todo lo que él hizo. Blair dice que no puede estar allí para él y luego lanza su ramo de flores en el ascensor con Chuck adentro. Habiendo perdido a su padre, su empresa, el apoyo de la mujer que quiere y la chica que todavía lo ama, Chuck arroja al suelo una foto de su difunto padre, al no haber podido cumplirle su último deseo debido a sus propias inseguridades.
En "Tú tienes Yale", Chuck se une con Lily van der Woodsen para derrocar a su tío (Jack). Después de algunos intentos fallidos, incluyendo meter a Jack en la lista de pederastas de América y ordenar Ántrax en el mercado negro con su tarjeta de crédito, Chuck busca la ayuda de su ex madrastra. Más tarde, en la ópera, Lily recuerda que quien es el tutor legal tiene la mayoría de acciones de la empresa. A continuación, pide a Chuck si este estaría dispuesto a dejar que lo adopte como su hijo, como era la intención de su padre fallecido, y Chuck acepta de buena gana, por lo tanto ya que Chuck aceptó a Lily como su madre y su tutora legal, ahora ella es la nueva presidenta de las Industrias Bass. Enfurecido por perder la empresa, Jack se enfrenta a Lily en el baño de la ópera, e intenta violarla, pero es detenido a tiempo, por suerte, por Chuck. Chuck golpea a su tío, y Lily le da las gracias. Al día siguiente Chuck le pregunta si él podría vivir con su madre adoptiva y si le consideraba como hijo a lo que ella está de acuerdo con alegría. Lily también le dice que como tan pronto el cumpla los 18 años, Chuck heredará la empresa de su padre diciendo que "[ella] no quiere a la empresa, [que] sólo quiere a [Chuck]", como un hijo.
La Historia de Chuck en toda la temporada 2 se centra principalmente en su incapacidad de decirle a Blair que él la ama. Cuando Blair empieza a salir otra vez con Nate, Chuck se da cuenta de sus verdaderos sentimientos por ella. Luego se reúnen para formar equipo hasta acabar con Poppy Lifton, y Blair se da cuenta de que ella todavía tiene sentimientos por Chuck también. En el episodio "The Wrath of Con" Chuck le admite a Serena que ama a Blair pero no cree poder hacerla feliz, luego de esto hace lo posible para que ella sea Reina de la Graduación y feliz con Nate. Blair decide terminar con Nate porque se da cuenta de que él solo sería su "Novio de secundaria" y no su "Marido eterno", además que aún está Chuck en su corazón. En el episodio final de la temporada 2, Chuck la busca con regalos de distintos lugares de Europa diciéndole que no pudo sacársela de la cabeza y por eso tuvo que regresar. Finalmente admite sus verdaderos sentimientos hacia ella diciéndole múltiples veces: "TE AMO", y los dos finalmente comienzan una relación.

### Tercera temporada
Cuando la tercera temporada regresa se ve que Chuck y Blair son muy felices y están muy enamorados. Chuck lucha por manejar Industrias Bass de su padre fallecido impecablemente con altos estándares. Decide comprar y abrir el hotel "The Empire" para marcar su propio camino como un hombre de negocios respetable tal como su padre. A mitad de la temporada, Chuck conoce a una mujer que afirma ser su madre. Es golpeado con una demanda por acoso sexual en el trabajo por parte de empleadas del Hotel lo cual hace que temporalmente entregue "The Empire". Ella lo traiciona y le entrega el hotel a su tío siniestro, Jack Bass, que previamente ha atacado a Lily y se acostó con Blair. Chuck y Blair deciden formar un equipo para derrotar a Jack, pero Chuck termina ofreciéndole Blair a Jack a cambio de su hotel. Cuando Jack le dice a Blair sobre esto ella termina con Chuck en la boda de Dorota y Vanya. Chuck trata desesperadamente de ganar a Blair de nuevo, haciendo de todo, desde la prohibición de que todos los otros hombres del Upper East Side salgan con ella hasta pedirle que lo encuentre en la cima del Empire State Building. Blair decide que Chuck es su verdadero amor y ella va a su encuentro, pero Dorota de repente entra en labor de parto y ella termina por llegar tarde. Chuck, pensando que ella finalmente lo olvidó, sale del edificio destrozado y casi se suicida. Cuando llega a casa, ve que Jenny Humphrey ha llegado en busca de Nate. Los dos borrachos duermen juntos, desconsolados de que sus verdaderos amores no correspondieran a sus sentimientos.
Blair aparece más tarde en la suite de Chuck, disculpándose por llegar tarde, y los dos se reconcilian. Chuck está a punto de pedirle a Blair que sea su esposa en el hospital, cuando están visitando a Dorota y su nuevo bebé, entonces aparece Dan y le proporciona un puñetazo en la cara a Chuck. A continuación, lo fuerza a decirle a Blair lo que pasó entre él y Jenny. Blair termina las cosas con Chuck y le informa que esta vez es para siempre. Blair también amenaza con arruinar la vida de Jenny si ella no deja Manhattan inmediatamente y para siempre. Chuck luego viaja a Praga para escapar de Nueva York por un tiempo, sintiendo que no le queda nada. Él es atacado por tres asaltantes que insisten en tomar el anillo con el que Chuck tenía la intención de pedirle matrimonio a Blair y cuando él se defiende recibe un disparo en el estómago. En la última escena de la temporada está tirado en un callejón, probablemente a punto de morir.
Otras historias de Chuck en la tercera temporada incluyen una pelea con Serena que conduce a que él trate que ella y Nate terminen, así como una demanda falsa de acoso sexual presentadas contra él por el personal de "The Empire".

### Cuarta temporada
En el primer episodio de la cuarta temporada, nos enteramos que Chuck está vivo y bien, después de haber sido rescatado por una chica francesa, Eva (Clemence Poesy) que no tiene idea de su riqueza o de quién es. Se crea un nombre y persona falsos ya que no quiere ser el manipulador Chuck Bass. Eventualmente le revela quién es realmente y regresa a Nueva York con ella, a petición de Serena y Blair, quien le dice que su mundo no sería su mundo sí el no estuviera en él y le devuelve el anillo con el que él planeaba pedirle matrimonio, el cual fue encontrado por un detective. Blair insiste en que ya no lo ama, pero aún tiene planes de terminar su nueva relación. Con el tiempo Chuck cae en uno de sus planes y termina con Eva. Él se da cuenta de su error y le ruega que lo acepte de nuevo, pero ella se niega, diciendo que él mostró sus verdaderos sentimientos al seguir creyendo en Blair por sobre todos los demás. Chuck entonces le declara la guerra a Blair y realiza sabotajes a diversos aspectos de su vida como haciéndola perder pasantías, invitando a Jenny Humphrey que vuelva a la ciudad, y generalmente tratando de hacer su vida miserable.
Luego de una tregua con documentos legales planeada por Nate y Serena Blair lo invita a su fiesta de cumpleaños donde luego de una gran pelea donde Chuck le dice que la odia más de lo que jamás había odiado a alguien y ella respondiéndole que también lo odia terminan rompiedo los documentos de la tregua para luego terner sexo, para luego florecer una relación que Blair llama "enemigos con beneficios".
En el episodio "The Witches of Bushwick", Chuck le dice accidentalmente a Blair que él la ama cuando están a punto de tener relaciones sexuales y, sin saber sí sus palabras son verdaderas, Blair decide pasar por alto el momento. Aunque Chuck y Blair pasan el episodio en una lucha por objetivos distintos que con el tiempo se alienan unos a otros (Blair de convertirse en el rostro de Anne Archibald's charity, Girls Inc, y Chuck para aumentar los ingresos del imperio al regresar a su personaje de chico malo), Blair toma la decisión de asistir a la fiesta de Chuck "Saints and Sinners" con el fin de enfrentarse a él. Chuck confiesa que la ama, y los dos deciden "quemarse juntos" dándose un apasionado beso delante de todos después de la cortina que los ocultaba es tirada abajo. Anne le dice a Blair que ya no puede ser parte de Girls Inc como KC la publicista de Chuck le dice que ella piensa que Blair sería buena para los negocios. Blair piensa de nuevo en su decisión de sacrificar todo por su relación y ella y Chuck terminan una vez más aunque Chuck promete que va a esperar por ella, y ambos afirman su creencia de que su amor va a reunirlos al final.
En Acción de Gracias Chuck y Blair se encuentran en la casa de Serena, Chuck ofrece marcharse, pero Blair le dice que ella se dirigía al aeropuerto JFK de todos modos y que solo llegó a dejar el pastel tradicional y que además deben acostumbrarse a encontrarse en lugares. Ambos se enteran de que Serena está hospitalizada y conversan que tal vez nada puede cambiar entre ellos, Jenny entra e interrumpe su conversación. Mientras conducía a casa de Blair, Chuck le dice que se presentó solo por Serena cuando ella le dijo que lo que sucedió con Serena le hizo preguntarse sobre lo que ella le dijo después de la fiesta de "Saints and Sinners". Chuck le dice que no puede ser su amigo ahora a pesar de todo lo que desea poder hacerlo. Pero incluso después de esto Blair aún le envía su pastel tradicional con una tarjeta diciéndole "Porque no podamos ser amigos no significa que no lo somos. Por Siempre.B" a lo que él responde con una sonrisa.
En "El Townie" episodio, Chuck se da cuenta de que Lily pretendía vender Industrias Bass en lugar de dar la empresa Chuck de vuelta a espaldas de él. Así que se pone en marcha a Nueva Zelanda, que no está demasiado lejos de Australia, donde su tío Jack Bass está viviendo actualmente.
En febrero de 2011 cuando regresó la cuarta temporada, su tío Jack Bass se estableció para volver a sacudir todo entre Chuck y Blair de nuevo, así es como vemos el nuevo interés amoroso de Chuck, Raina y a su padre, Russell Thorpe, un ex rival en los últimos tiempos del padre de Chuck, Bart Bass. Serena y Chuck unen fuerzas en contra de Lily, y Chuck puede tener alguna idea de la vuelta de Russell Thorpe y su hija Raina en el Upper East Side. Mientras, él se ve dividido entre los negocios y el placer. Con Russell Thorpe listo para un intento de adquirir las Industrias Bass, Chuck hace un último y desesperado esfuerzo por salvar la compañía de su familia y disfruta de su victoria al convertirse en el nuevo director de las Industrias Bass, sin embargo, todo cambia cuando Russell le revela un terrible secreto sobre su padre. Jack Bass vuelve al Upper East Side causando estragos que podrían ser devastadores para Chuck. Un video demostraba que su padre había matado a la esposa de Russell, aunque luego se demostró lo contrario. Chuck y Blair huyen a un Barmitzva y tienen relaciones, Blair se da cuenta de que ama a Chuck y quiere dejar a su novio Louis, aunque Chuck la convence de que siga con él, dejándola ir a pesar que la amaba.

### Quinta temporada
La temporada 5 comienza en Los Ángeles, Chuck y Nate aprovechan sus vacaciones y deciden visitar a Serena, quien trabaja en las grabaciones de una película como asistente. En Nueva York, Blair se da cuenta de que planear una Boda Real puede ser estresante, especialmente con un bebé en camino.El episodio 100 de la serie se centrará en la Boda Real de Blair y el Príncipe Louis. Chuck se cita con una actriz, Zoë Bell (interpretándose a sí misma) intentando superar lo de Blair. Mientras tanto, Blair y Louis vuelven a Nueva York después de haber pasado todo el verano en Mónaco planeando la boda. Los problemas de Louis para apoyar a Blair dificultan las cosas y amenazan su relación cuando Blair empieza a ver como Louis se deja mangonear por su madre. También se descubre que Blair está embarazada. Solo que no sabe sí es de Chuck o Louis. Luego Blair lo visita diciéndole que está embarazada del bebé de Louis, pero agrega: "Parte de mí desearía que fuera tuyo". Él se ve tanto herido como sorprendido. En el capítulo 4, Dan está a punto de ser anunciado como el autor del libro Inside así que da una copia del libro a Blair, Serena, Nate, Chuck y Rufus esperando su apoyo en la fiesta de lanzamiento del libro. Chuck es el único descripto en el libro como realmente es: solitario, cínico, sin familia o amigos. En el episodio 5, Chuck tiene una conexión con una atractiva terapista quien se da cuenta de sus tropiezos, sus avances y parece ver quién realmente es Chuck, aunque en el futuro Chuck descubre que su terapeuta, Dr. Eliza Barnes, ha sido contratada por Louis para disuadir a Chuck de perseguir a Blair. Chuck y Blair se vuelven a enamorar. En la actuación del Punchdrunk's provocative theater experience, "Sleep No More," (No duermas más) donde utilizan máscaras de manera anónima Blair arrastra a Dorota junto con ella en un plan para probar que el intento de Chuck para reformarse y ser un hombre bueno es una mentira. El día de la despedida de soltera de Blair, Chuck y Dan deciden pasar el día juntos para distraerse del hecho que no fueron invitados a la fiesta de Blair, Chuck propone a Dan que se divierta y se suelte, ya que este se queja aún de sentirse marginado como en su época de colegio. Chuck confronta a Dan diciéndole que él está enamorado de Blair, Blair confronta a Chuck y se da cuenta de que él en realidad ha cambiado, por eso intenta averiguar como hacer a Louis más parecido al “nuevo” Chuck, pasando el día con él. Blair lo acompaña a terapia y le pide que le diga que lo ha hecho ser mejor persona y trata de averiguar porque él la ha dejado libre tan fácilmente. Molesta ella va hacía casa y más tarde revela a Chuck que ella tiene miedo de ser la causa por la que Louis saque a relucir su lado más oscuro. Chuck le dice que ella es la luz más brillante que ha venido a su vida y le dice que le ha dejado ir porque ella misma se lo había pedido y que él solo quiere verla feliz. El episodio termina con que Chuck le confiesa a Nate que él sigue amando a Blair, mientras ella luce prepotente en su cuarto rehusando hablar con Louis. Entre tanto ella debe decidir donde quiere estar parada, si quiere estar con Louis o Chuck, mientras está escondida en el loft de los Humphreys en Brooklyn para ocultarse de la prensa. Luego que Dan sacrificará su amor a Blair por la felicidad de ella, huye junto a Chuck en auto de la fiesta de debutante de Charlie. Al huir son perseguidos por paparazzi, (Charlie envía una noticia a Gossip Girl y le avisa sobre este incidente, para que la prensa no se enfoque en ella) y causa un choque, dejando a Chuck luchando por su vida y a Blair luchando por mantener con vida a su bebé. También Diana es llamada por Jack Bass y le informa sobre el accidente de auto de Chuck y Blair del cual en alguna manera ella está envuelta.
El episodio 11 de la quinta temporada comienza con Chuck caminando con su perro Monkey bajo la lluvia con un paraguas, de repente aparece Louis y ambos hablan, Chuck dice que lamenta que Blair haya perdido su bebé. Ambos se van caminando hasta la mansión Waldorf. Louis va a buscar algo y llega Blair bajando las escaleras preguntando por el nombre de su prometido. Chuck y Blair se conectan con las miradas y ambos recuerdan su último beso (5x10). Ella le dice que debería irse, mientras que Chuck le reclama de que ella lo saco de su vida sin ninguna explicación, él le pregunta qué es lo que ha cambiado después del accidente para que ella lo ignore de esa manera ya que no responde sus mensajes e ignora sus llamadas; a esto Blair responde que el universo no los deja estar juntos. Ella se va dejando a Chuck solo, luego se ve un momento del accidente donde ella le dice a Chuck ¨No puedo esperar a pasar el resto de mi vida contigo. Te amo Chuck¨ a lo que él responde ¨Yo también te amo Blair¨. Luego aparece Louis y le dice a Chuck que creyó que Blair iba a volver con el último susodicho y le dice que necesita saber si con la mujer que se está por casar no tenga un Affair. Luego se puede ver que Chuck va a visitar a Dan solo para que este recuerde los sentimientos que tiene por Blair y para que este espíe a Blair.
En el episodio 100, que fue el más grande desde el piloto, El padre Cavallia (estrella invitada Marc Menard) concluye detalles con Chuck para arruinar la Boda Real, pero Chuck hace que el Padre Cavallia sufra de un malestar que le impida oficiar la boda, intoxicándolo con un vaso de agua y le dice que no quiere arruinar el día más feliz de Blair pues a pesar de que la ama, respeta su decisión de que se case con Louis. Eleanor, madre de Blair (estrella recurrente Margaret Collin), va donde vive Chuck para pedirle que evite la boda, ya que ella le dice que cuando se casó con Howard, estaba nerviosa y sabía que algo marchaba mal, pero, cuando lo hizo con Cyrus estaba calmada, por lo que ambos van a la iglesia. Chuck habla con Blair y le dice que no se case pues ellos se aman, pero Blair, le dice que por razones que no puede explicarle, aunque lo ame no puede estar con él, sin darse cuenta ambos fueron grabados por Georgina, quien da la cámara a Chuck, para que le envie el vídeo a Gossip Girl así arruinar la boda, pero Chuck no hace caso y deja la cámara, Dan la encuentra y envía el vídeo sin que Blair se entere, por lo cual todos en la boda se dan cuenta de la confesión de Blair; esto hace que haya una pausa en la boda. Blair habla con Louis y le dice que lo ha elegido a él y que nunca más sufrirá una humillación de parte de ella. Al final la boda se realiza, pero Louis le dice a Blair que el matrimonio será solo una fachada, pues hablo con su madre y le dijo que el amor y el matrimonio no van de la mano, por lo que delante de la prensa serán y los demás serán la perfecta pareja feliz, mientras que el la intimidad serán como dos extraños. Blair huye luego de la boda, y Serena, Chuck, Nate y Georgina, forman equipo para encontrar a Blair. Chuck eventualmente encuentran a Blair en un cuarto de hotel junto con Dan. Sophia encuentra a Blair y le amenaza con quitar la compañía de su madre si ella no cumple con su parte del trato y ser la esposa de Louis, por lo cual Blair decide quedarse junto a Louis. Ni Serena, ni Chuck se responsabilizan por haber enviado el video de la confesión de amor de Blair a Chuck a "Gossip Girl". Es revelado que Georgina simplemente está llenando la página web de "Gossip Girl", desde que la verdadera abandonará el blog luego del accidente de Chuck y Blair. En el día de San Valentín, Georgina le muestra a Chuck una foto de Blair y Dan besándose. El en venganza, se acuesta con la editora del libro de Dan "Inside". Chuck invita a Dan a la casa y e intenta sabotear la carrera de escritor de Dan, y funciona. Aunque Blair luego llama a Chuck pidiéndole que deje de lastimar a Dan, por lo cual el arregla las cosas. Pero luego le llega un e-mail de Gossip Girl mostrándole que Dan fue quien envió el video en la boda de Blair. En el siguiente capítulo, Blair cree que su padrastro podría haber encontrado un resquicio legal potencial en su acuerdo prenupcial que le permitiera escapar de su matrimonio con Louis. Chuck envía una explosión de Gossip Girl sobre lo de Dan. Sin embargo, el novio de Georgina inadvertidamente deja el nombre de Chuck en la explosión. Nos enteramos de que este está enamorado de Louis, y convence a Blair para aceptar tener su matrimonio anulado, siempre y cuando no diga una palabra a los medios de comunicación, incluidos los de Gossip Girl. Sin embargo, esto es un engaño perpetrado por Georgina, que envía una foto de Blair y Dan besándose a Gossip Girl y los Waldorfs una vez más son amenazados con la responsabilidad de pagar la dote. Blair le dice a Chuck que ella lo ama pero no está enamorada de él ya que ella tiene sentimientos por Dan. Georgina ya no quiere actuar como Gossip Girl después de revelar que ha sido llamada por la Gossip Girl real. Ella viaja a Mónaco para ayudar a la nulidad de Blair, a cambio de un favor en el camino. Al final del capítulo, Chuck tiene una charla con Lily y este le dice que Blair se había alejado de él como nunca antes y que desde su accidente se sentía muerto, y Lily responde que sigue vivo gracias a su tío Jack, a quien llamo para donar sangre. Chuck invita a su tío Jack, de vuelta a Nueva York para darle las gracias por haberle salvado la vida en el accidente de coche con la donación de sangre, pero comienza a dudar de la historia de Jack, cuando Chuck investiga y se entera de que Jack fue recientemente diagnosticado positivo con hepatitis C, por lo tanto él no pudo haberle donado sangre a Chuck y empieza a sospechar que fue Elizabeth.
En el episodio 5x19, Chuck se acerca a Blair para obtener asesoramiento sobre su pasado, pero es rechazado por ella que cree que él tiene una agenda oculta, y Se descubre que Chuck pagó la dote de Blair para deshacerse de la familia de Louis, a lo que ella le manda un mensaje agradeciéndole. Blair y Dan lanzan un salón como una forma de salir como pareja, en el que sale en Gossip Girl un video de Serena hablando con Diana Payne, en el que Diana confiesa ser la madre de Chuck, y que ella era demasiado joven para criar a un bebé y por eso se lo dio a Elizabeth para cuidarlo. Nate contacta con Elizabeth y esta le manda una foto de ella misma embarazada en la que asoma un brazo con tatuaje, el tatuaje de Jack. Chuck, Nate, Blair, Serena y el equipo de Lola intentan descubrir lo que ellos piensan que es un secreto explosivo entre Diana y Jack. Juntos van a una casa muy sospechosa en la que Diana está ejecutando un servicio de prostíbulo. En un momento Blair abre una puerta y se encuentra con una persona que creía estar muerta. Cuando salen, le dice a Chuck que tiene que volver a entrar a la casa. Él lo hace y se encuentra con quien nunca imaginó: su padre Bart Bass, que seguía vivo.
En el capítulo 5x23, Bart explica a Chuck que tuvo que ocultarse debido a que recibía amenazas de una persona, y que si no lo mataban a él iban a matar a su familia. Bart hizo el papel de muerto para que no los lastimasen, por eso pidió a Diana y a Jack que le ayudasen a esconderlo. Chuck pidió ayuda a Blair para averiguar quién amenazaba a Bart, y luego se unieron con Ivy y con Lola para derrotar al sujeto, y luego descubrieron que no era ni más ni menos que Andrew Tyler, el investigador privado de la familia Bass. Le tendieron una trampa y lograron arrestarlo, con lo cual Bart Bass pudo volver a la sociedad.
Después de arreglar Chuck todos los problemas con su padre; Blair, que no estaba segura de sus sentimientos y vacilaba entre su amor por Dan o por Chuck, decidió al fin a quien le pertenecía su corazón y fue a por él para declarársele, llega con Chuck y le dice que quiere formar parte de su futuro y que nunca lo dejó de amar pero Chuck le dice que se ha hartado que siempre él da todo por ella y que Blair lo único que hace es jugar con él y apostar en su contra. Luego Chuck se encuentra con Jack en un casino planeando la venganza contra su padre Bart Bass, cuando llega Blair agradeciéndole a Jack por haberle hecho la llamada, Jack se va y los deja solos, Blair continua hablándole a Chuck mientras él se queda callado, ella le dice que como él había luchado por ella durante un año ahora era su turno de luchar por él. El coupier le pregunta a Blair si va a apostar en lo cual ella deja en claro que ya no más va a apostar contra Chuck que ahora apuesta todo por él, ahora el coupier le pregunta a Chuck si desea apostar en lo cual él ve a Blair pensando si en realidad si desea apostar por una oportunidad para poder ser felices juntos.

## Relaciones
- - Blair Waldorf (esposa, cónyuge final)

### Serie de TV
- Blair Waldorf

Primera relación:
Inicio: Seventeen Candles (ep. 1x08)
Final: Hi, Society (ep. 1x10)
Razón: Debido a los celos de Chuck, este arruina el "baile de debutantes" de Blair y esta vuelve con Nate.
Segunda relación:
Inicio: Much "I Do" About Nothing (ep. 1x18)
Final: Summer, Kind of Wonderful (ep. 2x01)
Razón: Chuck se asusta al ver que Blair es cada vez más cercana a él y la abandona en el aeropuerto trágicamente.
Tercera relación
Inicio: Goodbye Gossip Girl (ep.2x25)
Final: (No-oficial) "Inglorius Bassterds" (3x17) (Oficial) "The Unblairable Lightness of Being" (3x18)
Razón: Chuck persuade a Blair para que se acueste con Jack Bass y este le devuelva su hotel.
Cuarta relación
Inicio: Last Tango, then Paris (3x22)
Final: Last Tango, then Paris (3x22)
Razón: Blair acude a la Cita con Chuck, y se reconcilian, después Blair se entera de que él se había acostado con Jenny Humphrey, por lo que rompe de nuevo con él.
Quinta relación (no oficial):
Inicio: War at the Roses (4x07)
Final: The Witches of Bushwick (4x09)
Razón: Chuck le revela a Blair que aún la ama y esta le dice que también lo ama, pero Blair luego de ver como su relación arruina su vida social, ambos deciden que dejarían las cosas así creyendo que estarían juntos de nuevo porque: "Si dos personas deberían estar juntas eventualmente regresarían".
Sexta relación (no oficial):
Inicio: The Wrong Goodbye (4x22)
Final: The Wrong Goodbye (4x22)
Razón: Chuck quiere que Blair sea feliz y él cree que ella solo lo va a lograr casándose con Louis, de esta forma sería princesa y su vida se convertiría en un cuento de hadas.
Séptima relación (no oficial):
Inicio: Riding in town cars with Boys (5x10)
Final: The end of affair? (5x11)
Razón: El auto en el que viajaban choca contra una pared y ambos quedan heridos. Blair pierde a su bebé pero ella está bien, en cambio Chuck estaba en coma. Blair hizo un pacto con Dios, de que si Chuck vivía ella seguiría su compromiso con Louis y se casaría con él.
Octava relación (oficial)
Inicio: 5x24 The Return Of The Ring: Gossip Girl publica partes del diario de Blair en las cuales ella se cuestiona sobre su relación con Dan a pesar de ser "culturalmente estimulante" no se compara con el amor que siente por Chuck. Esto lastima a Dan, él cual además de haberle dicho que "la amaba" y ella al no responder, se encuentra indeciso de irse todo el verano sin Blair por temor a que esta regresara con Chuck. Blair al saber que su diario ha sido publicado va directamente al Empire para asegurarse que Chuck se encuentra bien; él le pregunta si su relación con Dan sigue en pie, Blair con un poco de duda responde a que ellos continúan su relación. Chuck al escuchar la respuesta le dice a Blair que él no puede continuar con el juego y que él debe seguir adelante. Blair recibe un mensaje de Dan en el que dice que ella debe de elegir entre Chuck y él. Blair a pesar de encontrarse en un dilema, le confiesa a Eleanor que con Dan solo se siente segura o cómoda y con Chuck, ella ha tenido malos momentos pero que Chuck la hecho más feliz de lo que ella ha sido en toda su vida. Mientras tanto, Serena confronta a Dan diciéndole que él está enamorado de una "versión" de Blair, la versión que él escribió en su libro y que él realmente sabe que la Blair de verdad siempre ha estado enamorada de Chuck. Dan al escuchar esto y al pensar que Blair eligió a Chuck (no tenía verdadera evidencia) decide tener sexo con Serena, la cual le confiesa que lo ama. Por otro lado, Blair termina eligiendo a Chuck y aparece en el Empire; se encuentra con Chuck completamente destrozado al ver cómo su padre lo manipuló y por estar enojado, le dice a Blair que él no quiere ser su sombra y le reclama ya que él ha estado apostando en ella mientras que ella ha estado apostando en su contra. Blair no se da por vencida por esta respuesta y viaja a Montecarlo donde encuentra a Chuck y le dice que esta vez, ella apuesta todo por su amor dando a entender que se encuentra segura de lo que quiere y que apuesta por construir un futuro juntos.
Durante la sexta temporada, Chuck y Blair hacen un pacto de esperar a que Chuck derrote a su padre y blair organice la empresa que su madre le dejó " diseños waldorf". A lo largo de la serie, se observa que Blair usa un anillo de compromiso (el anillo que Chuck tenía guardado para ella desde la tercera temporada) como collar como símbolo de la promesa que tiene con Chuck. A pesar de las dificultades que presentan para derrotar a Bart, finalmente contraen matrimonio. Durante el accidente y la muerte de Bart, Chuck y Blair huyen al ser los únicos testigos. Jack Bass les comenta que existen los privilegios conyugales, los cuales evitarían que se presentaran cargos al no haber nadie que declarara ante el jurado; Blair le dice a Chuck que ellos han esperado el tiempo necesario y está lista para dar el siguiente paso (recordándole que en temporadas pasadas, él le decía que no debían ser una pareja "aburrida" y que con todo el drama que ha acontecido, sería imposible que lo fueran). Chuck le dice que él no quiere que su futuro juntos comience en el momento en el que son fugitivos por la ley; Blair le dice que eso no le importa y finalmente Chuck le recuerda a Blair que la ama y que la vida con ella jamás podría ser aburrida. Chuck le propone matrimonio a Blair, esta feliz acepta y reúnen a sus amigos en la fuente Bethesda en Central Park. Se casan en secreto y únicamente invitan a Eleanor, Cyrus, Dorota, Serena, Dan, Nate, Jack y Georgina. Cyrus oficia la ceremonia en secreto; la policía llega a la ceremonia y solicita que Chuck y Blair vayan al juzgado; sin embargo, al no tener ninguna evidencia, los dejan en libertad y la feliz pareja regresa con los demás a celebrar su boda. 5 años después se muestra que Chuck y Blair siguen casados y que han tenido un hijo, Henry Bass. Chuck y Blair son una pareja exitosa y atienden felices a la boda de Dan y Serena.
- Eva

Inicio: Antes de "Belles de Jour" (4x01)
Final: "Touch of Eva" (4x04)
Razón: Eva salva a Chuck cuando le dispararon en París y comienzan una relación. Eva se muda a Nueva York con Chuck. Blair miente a Chuck para que desconfíe de Eva.
- Raina Thorpe

Inicio: "The Kids Are Not Alright" (4x12)
Final: "Otro día de San Valentín" (4x15)
Razón: Para Raina era muy importante la familia y debido a que Chuck despidió a Lily,Raina se decepciona y deciden terminar.

## Diferencias entre los libros y la serie
- En los libros Chuck es bisexual mientras que en la serie es heterosexual.
- Estudia, según la colección de novelas, en Riverside Prep al igual que Dan Humphrey, mientras que Nate lo hace en St. Jude’s. En la serie, los tres van a St. Jude’s.
- En los libros jamás ha tenido una novia, aunque en la serie siente algo por Blair e incluso al final de la primera temporada se enamora de ella.
- En la obra literaria es un personaje secundario. En la serie, aunque comienza como tal va adquiriendo cada vez más protagonismo.
- En los libros Nate lo desprecia, sin embargo en la serie ellos son mejores amigos.
- A diferencia de la serie, en el libro Chuck tiene un hermano.
- Sus padres en los libros son Bart y Misty Bass pero, en televisión, su madre se llama Evelyn y ha fallecido. Bart se casa con Lily (madre de Serena) al final de la primera temporada, y su padre muere trágicamente en la mitad de la segunda temporada siendo adoptado por Lily y formando parte de la familia Van der Woodsen.